# Lalla Malika Issoufou
Lalla Malika Issoufou (Niamei, 14 de fevereiro de 1975) é uma médica e foi primeira-dama do Níger.

## Vida
Lalla Malika Issoufou nasceu em 14 de fevereiro de 1975, em Niamei, capital do Níger. Concluiu seu doutorado em medicina na Abdou Moumoni University e trabalhou no Hospital Nacional de janeiro de 2001 a setembro de 2003. Issoufou estudou na Universidade Paris VII de 2004 a 2005 e foi galardoada com um diploma referente ao tratamento do vírus HIV e de outras doenças sexualmente transmissíveis. De 2005 a 2006, estudou na Universidade Pierre e Marie Curie e recebeu um diploma em medicina tropical. Em outubro de 2011, tornou-se presidente da Tattali Iyali Foundation, uma organização não-governamental que trata doenças infecciosas na Nigéria. É financiadora de mais de 27 sociedades e organizações do Níger relacionadas à saúde, direitos da mulher, direitos das crianças e educação.
Por meio da Tattali Iyali Foundatin, fornece comida para esposas e militares das Forças Armadas do Níger durante o Ramadã. A fundação busca melhorar as condições das mulheres e das crianças no Níger, promovendo a nutrição de mulheres grávidas e de crianças abaixo dos cinco anos. Além disso, busca combater a venda ilegal e a falsificação de medicamentos no país. Issoufou escreveu inúmeros relatórios acerca dos riscos da fístula obstétrica durante o parto de mulheres nigerianas. Issoufou é casada com o atual presidente do Níger, Mahamadou Issoufou, e tem três filhos. É a primeira-dama do país ao lado da primeira esposa de Mahamadou, Aïssata Issoufou.